# 新庄子 (雲林縣莿桐鄉)
新庄子，原寫為新庄仔，是台灣雲林縣莿桐鄉與林內鄉交界地帶的一個傳統地域名稱，位於莿桐鄉東部及林內鄉西北部。相較於今日行政區，其範圍大致包括莿桐鄉的麻園村東部中偏南段、六合村不含西北端及南部、五華村東南端，以及林內鄉的重興村不含西南部凸出部分的東南大半部、烏塗村西北部、林中村北端、林北村西北端。

## 歷史
台灣清治末期至日治初期，新庄子地區為一街庄，稱為「新庄仔庄」，隸屬於溪洲堡。該庄輪廓略呈東北—西南走向的狹長紡錘形，西北半側的西段及中段與蔴園庄、湖仔內庄為鄰，東段隔濁水溪與過溪仔庄、大坵園庄為界，東南半側為林內庄、烏塗仔庄、竹圍仔庄、大埔尾庄。
1901年（日治明治三十四年）11月，全台廢縣廳改設二十廳，該庄隸屬於斗六廳。1903年（明治三十六年）6月，該庄編入「樹仔腳區」，隸屬於斗六廳。1909年（明治四十二年）10月，合併二十廳為十二廳，樹仔腳區改隸屬於嘉義廳。1920年（大正九年），全台地方制度大改正，廢十二廳改設五州二廳，該庄改制並雅化為「新庄子」大字，隸屬於臺南州斗六郡莿桐庄。
戰後莿桐庄改制為莿桐鄉，隸屬於臺南縣，大字亦改制為村。1946年8月，劃撥原屬斗六鎮之林內、九芎林、烏塗子三個舊大字及咬狗舊大字北半部，合併原屬莿桐鄉之新庄子舊大字東半部，獨立組成林內鄉。1950年10月，雲、嘉、南分治，林內鄉改隸屬雲林縣。

## 聚落
本地區發展較早的聚落有新庄仔、土地公將（東興）、芎蕉腳（重興）、下厝仔（進興）、中國仔、頂厝仔等，在日治期初期的官方地圖上已有記載。此外，本地區尚有新興（溪埔）聚落。

## 交通
台鐵縱貫線是台灣西部南北鐵路幹線，大致以北北東—南南西走向繞大彎轉東北—西南走向經過新庄子地區東部及東南部邊界外不遠處。最近的車站為林內車站，屬三等站，停靠少部分莒光號、區間快車，及全部區間車。由此可前往台鐵沿線各站。
國道3號又稱「福爾摩沙高速公路」，是貫穿台灣西部的兩條縱向高速公路之一，大致以東向西轉東南東—西北西走向再繞大彎轉北北東—南南西走向再轉東北—西南走向再繞大彎轉西北—東南走向經過本地區東南部邊界外不遠處。北上最近的交流道是與南投縣鄉道投47線交會處的南雲交流道，南下最近的交流道是省道台3線交會處的斗六交流道。由此等可快速前往台灣南北各地。
省道台3線（新光路、林內路三段～一段、中正路）俗稱「內山公路」，是臺北至屏東的幹道，大致以東向西再繞大彎轉東北—西南走向，再轉北北西—南南東走向再轉東北微北—西南微南走向經過本地區東南部不遠處，並繞經林內市區西北側（外環道）。由該道路向東可前往竹山、名間、南投、草屯等地；向西南微南可前往斗六、古坑、梅山、竹崎等地。
縣道154號是六輕廠至林內的道路，也是雲林縣最北側的橫貫縣道，大致以西北西—東南東走向由本地區西北部邊界入境後，經新庄聚落轉東，經東興（土地公將）聚落至重興（芎蕉腳）聚落，於聚落內轉東北繞大彎再轉東南再轉東微南，出聚落後隨即出境。由該道路向西北西可前往莿桐中北部、西螺、二崙中北部、崙背中北部、麥寮的六輕廠等地；向東微南可前往烏塗子、林內市區西側並止於省道台3線路口。
鄉道雲53線是後埔至頂油車仔的道路，大致以北北西—南南東走向經過本地區西端，並與鄉道雲54線交會與境內。由該道路向北北西可前往麻園地區的後埔聚落東側並止於鄉道雲56線路口；向南南東可前往大埔尾地區的頂油車仔東郊並止於鄉道雲70線路口。
鄉道雲54線是西園至新興（溪埔）的道路，其東側端點（終點）位於本地區南部偏西溪埔聚落的鄉道雲55線路口。由此向西南西直行，經鄉道雲53線路口後出境，可前往麻園南端、樹子腳與大埔尾交界地帶、大埔尾西北部、惠來厝北部並止於其西部邊界北側的鄉道雲77線路口。
鄉道雲55線是頂半治至梅林（內林）的道路，大致以北北西—南南東走向由本地區北部邊界略偏西側入境，至縣道154號路口轉東南東與其共線，至新庄子聚落中部路口轉南南西獨行，經鄉道雲54線路口後出境。由該道路向北北西可前往湖子內地區西部的後半治聚落並止於鄉道雲56線路口；向南南西轉南南東可前往大埔尾東端、竹圍子、石榴班、內林並止於鄉道雲214線路口。
鄉道雲56線是後埔至下厝仔（進興）的道路，其東側端點（終點）位於本地區中部略偏東北東下厝仔聚落的鄉道雲58線路口。由此向北轉西北蜿蜒而行，出境後轉西南西再轉西可前往湖子內、麻園並止於縣道154號路口。
鄉道雲57線是湖仔內至土地公崎（土地公埒、東興）的道路，其南側端點（終點）位於本地區中部略偏西南西土地公埒聚落的縣道154號路口。由此向北北西蜿蜒而行，出境後可前往湖仔內並止於鄉道雲56線路口。
鄉道雲58線是重興（芎蕉腳）至三星的道路，全線位於本地區境內，其西側端點（起點）位於芎蕉腳聚落中央偏北的縣道154號路口。由此向東北轉東北東蜿蜒而行，經鄉道雲56線終點路口、鄉道雲58-1線起點路口後續行，至林內四號隄防下道路轉東蜿蜒而行，甚後轉東北微北至林內三號隄防下道路，轉東北東再轉東南東可前往本地區東北端並止於鄉道雲59線起點路口。
鄉道雲58-1線是下厝仔至烏塗仔的道路，其西北側端點（起點）位於本地區中部偏東的鄉道雲58線路口。由此向南繞彎道轉東南，至圳道芭蕉腳分線轉東北東，沿圳道北岸轉東南東出境後，轉南南東再轉東再轉南微東可前往烏塗子地區頂烏塗仔聚落中央略偏東並止於縣道154號路口。
鄉道雲59線（三星路）是三星至頂莊仔的道路，其北側端點（起點）位於本地區東北端的鄉道雲58線（該路段為林內二號堤防道路）終點路口。由此向南出境後，經鄉道雲64線終點路口可前往林內地區中部偏西的頂庄聚落並止於省道台3線舊線（中正東路）路口。
鄉道雲64線是烏塗仔至三星的道路，其東北側端點（終點）位於本地區東北端南側邊界上的鄉道雲59線路口。由此向西南沿邊界而行，出境後可前往林內與烏塗子交界地帶、烏塗子地區的頂烏塗子聚落東側並止於縣道154號路口。
鄉道雲65線是重興（芎蕉腳）至斗六的道路，其東北側端點（起點）位於本地區中部略偏南芎蕉腳聚落中央略偏東的縣道154號路口。由此向西南出聚落並出境後，可前往烏塗子西北端、竹圍子、海豐崙西部並止於縣道154乙線路口。
鄉道雲67線是重興（芎蕉腳）至湖本的道路，其西北側端點（起點）位於芎蕉腳聚落東側的縣道154號路口。由此向東南微南出境後可前往烏塗子中西部、九芎林、咬狗中部偏西北並止於湖本聚落的鄉道雲218線路口。

## 學校
- 六合國小

## 公共設施
- 雲林垃圾焚化廠